# Synagoga Lwowska we Wrocławiu (ul. Krupnicza 5)
Synagoga Lwowska we Wrocławiu – nieistniejąca synagoga terytorialna, która znajdowała się we Wrocławiu, przy ulicy Krupniczej 5.
Synagoga została założona w 1908 roku. Uczęszczały do niej głównie osoby pochodzące z regionu lwowskiego. W 1912 roku synagoga została przeniesiona do nowej siedziby, mieszczącej się przy ulicy św. Antoniego 5.